# جزيرة ميانغ الكبرى
جزيرة ميانغ الكبرى وهي جزيرة من جزر إندونيسيا، وتقع في إقليم كالمنتان الشرقية.